# Nano Assault
Nano Assault est un jeu vidéo de type shoot 'em up développé par Shin'en Multimedia et édité par Majesco Entertainment, sorti en 2011 sur Nintendo 3DS.
Une version du jeu, Nano Assault EX sort sur le Nintendo eShop en 2013.

## Accueil
- Famitsu : 28/40[1]
- Jeuxvideo.com : 14/20 (EX)[2]
- Nintendo Life : 8/10[3] - 9/10 (EX)[4]